# A Metamorfose dos Pássaros
A Metamorfose dos Pássaros (englischer Festivaltitel The Metamorphosis of Birds) ist ein fiktiver portugiesischer Dokumentarfilm unter der Regie von Catarina Vasconcelos. Der Debütfilm hatte im Februar 2020 auf der Berlinale seine Weltpremiere in der Sektion Encounters.

## Handlung und Form
Beatriz heiratet an ihrem 21. Geburtstag den Marineoffizier Henrique. Er verbringt die meiste Zeit auf See, sie kümmert sich an Land um die sechs gemeinsamen Kinder. Ihren ältesten Sohn nennt sie nach den Hyazinthen im Garten Jacinto. Er träumt seit frühester Kindheit davon, sich in einen Vogel zu verwandeln. Unerwartet stirbt Beatriz mit Mitte fünfzig.
Vorbild für die Figur des Jacinto ist der Vater der Regisseurin, deren Mutter ebenfalls früh verstorben ist. In A Metamorfose dos Pássaros verarbeiten Tochter und Vater den Verlust ihrer Mütter, indem sie Erinnerungen an Beatriz in Form von poetischen Voiceover-Erzählungen heraufbeschwören. Außerdem wird aus fiktiven Briefen von Beatriz und Henrique zitiert. Auf der Bildebene werden diese Erzählungen u. a. mit Aufnahmen von Pflanzen und Blumen, Szenen auf Schiffen oder Spielszenen, die den heranwachsenden Jacinto zuhause zeigen, ergänzt.
Der Film ist wie ein mehrstimmiges Tagebuch aufgebaut und nimmt Anleihen bei Manoel de Oliveira und Agnès Varda. Seine Atmosphäre ist durch eine Art magischen Realismus geprägt, gleichzeitig wird die Kolonialgeschichte Portugals und die Salazar-Diktatur thematisiert.

## Produktion
A Metamorfose dos Pássaros wurde von First Age im Rahmen des Arché do Doclisboa-Workshops und des Archidoc-Schreibprogramms der Pariser Filmschule La Fémis entwickelt. Es handelt sich um eine fiktive Dokumentation, die von der eigenen Familie der Regisseurin inspiriert ist, vor allem von ihrer Beziehung zu ihrer Großmutter, Ehefrau eines Marineoffiziers und Eckpfeiler der Familie.
In wichtigen Rollen spielen Manuel Rosa, João Móra, Ana Vasconcelos, Henrique Vasconcelos, Inês Campos, Catarina Vasconcelos, José Manuel Mendes, João Pedro Mamede, Cláudia Varejão, Luísa Ministro, José Maria Rosa, Ana Margarida Vasconcelos, José Vasconcelos, João Vasconcelos, Nuno Vasconcelos, Teresa Vasconcelos,  Pedro Vasconcelos und Henrique Serpa de Vasconcelos.
Der Film von Catarina Vasconcelos steht mit dem neuen Projekt Quantum Creole der Multimedia-Künstlerin Filipa César in Verbindung, einer Koproduktion mit Frankreich, Deutschland und Spanien. Diese wird als „experimenteller Dokumentarfilm“ in der Nebenreihe Forum Expanded präsentiert. Er erweitert die Installation, die Filipa César 2019 an die Calouste Gulbenkian Foundation brachte.
Produzenten des Films waren Pedro Fernandes Duarte, Joana Gusmão und Catarina Vasconcelos, Primeira Idade war die Produktionsfirma.
Der Debütfilm hatte im Februar 2020 auf der Berlinale seine Weltpremiere in der Sektion Encounters. Im selben Jahr wurde er bei IndieLisboa und auf der Viennale gezeigt.

## Auszeichnungen
Der Film wurde für den Berlinale Dokumentarfilmpreis nominiert und gewann dort den FIPRESCI-Preis. Der Film lief auf einer Vielzahl weiterer Filmfestivals, wo er zahlreiche weitere Auszeichnungen erhielt (Festival Internacional de Cine de San Sebastián, Molodist, Caminhos do Cinema Português, Dokufest, IndieLisboa u. v. a.)
Der Film war danach der portugiesische Kandidat für den besten fremdsprachigen Film zur Oscarverleihung 2022, gelangte bei der folgenden 94. Oscarverleihung jedoch nicht zur Nominierung.